# بادجان
بادجان (بالفارسية: بادجان) هي قرية تقع في قسم ورزق الريفي (مقاطعة فريدن) في إيران. يقدر عدد سكانها بـ 2,251 نسمة .